# Jorge Varas Vásquez
Jorge Varas Vásquez (Chicama (provincia de Ascope, Perú, nace el 20 de junio de 1960) es un escritor peruano.

"Pulida Musa.

Llenastes de ilusion mi cruzada existencia.

Y contigo soy pasajero de amor en el espacio."

## Biografía
Jorge Varas Vásquez nació en Chicama (Trujillo-Perú) el año 1960. A los veinte años emigró a Lima y paralelo a sus estudios de Ingeniería Administrativa en la universidad Garcilaso de la Vega realizó actividades literarias.

En 1984 publicó un relato corto titulado "Amor bajo la Alameda". Incursionó luego en la novela y en 1986 publicó "Los Vendedores Callejeros", en edición artesanal obra que fue presentada en la Asociación de escritores y Artistas de Lima (ANEA).

El año 1991 salió del Perú y se afincó en la ciudad de Barcelona, manteniendo siempre viva su inquietud por las letras

## Obras literarias

### Novelas
- El año 1987 publicó “Los Trabajadores Ambulantes”, novela de temática social ambientada en diversos mercadillos limeños, donde resalta la lucha diaria por sobrevivir de los pequeños comerciantes, en su mayoría gente llegada de las provincias del interior del país, que fortalecen su fuerza individual al organizarse en asociaciones que pugnan por establecerse en espacios públicos fijos y hacer respetar sus derechos como trabajadores ante las autoridades locales en un país duramente golpeado por la crisis. La Lima de los ochenta, donde afloraba el caos urbano y el desorden social, aparece retratada en partes de la novela por un narrador omniscente que acompaña a los personajes mientras desarrollan  sus actividades.  La primera edición de esta novela fue presentada el año 1987 en la Asociación Nacional de Escritores y Artistas (ANEA) Y la segunda edición contó con el auspicio del Consejo de Ciencia y Tecnología de Perú (CONCYTEC).

- El año 1990, el Lima publicó “El Migrante”, testimonio novelado donde muestra las vicisitudes afrontadas en la capital por un provinciano norteño que tras hacerse de familia se convierte en invasor de tierras junto a numerosas familias que pugnan por el techo propio. Los invasores sufren un inesperado desalojo por parte de la policía, aunque esta acción no los amedrenta  y siguen luchando en la vía hasta conseguir la retoma de sus lotes. Con fe, pundonor, valentía, y movidos por los valores de la unidad y fuerza social construyen su comunidad autogestionara que con el tiempo se convertirá en distrito. La novela es narrada por Julián, personaje central, aunque por momentos la novela habla por sí sola, o mejor dicho los narradores son personajes anónimos del pueblo. Esta novela contó también con el auspicio del Consejo de Ciencia y Tecnología de Perú (CONCYTEC).

- El año 2009 publicó en Barcelona “Los Migrantes: Éxodo y Desafió” que es una novela estructurada a partir de El Migrante. Se entiende por éxodo la salida por diversos motivos de gente provinciana que se traslada a Lima en busca de un futuro mejor. Pero lo que encuentran es dura pobreza y falta de techo y empleo. Empujados por la necesidad, muchos se convierten en vendedores ambulantes que en su afán de ganarse el pan montan sus paradas en las calles céntricas y se organizan en sindicatos y federaciones que, en determinado momento,  desafían a la sociedad cuyas autoridades optan por sus desalojos. La lucha de los migrantes por el puesto fijo se agudiza por la falta de una vivienda digna. Muchos de ellos sobreviven hacinados en tugurios administrados por rentistas inescrupulosos, situación que los motiva a la búsqueda de terrenos baldíos y, en unión con otros vecinos, capitalizan su accionar con la toma de terrenos donde establecer sus moradas. La lucha social sale pues de la zona central y se extiende por los asentamientos humanos y barriadas distritales. El desafío, la muestra de etapas de lucha de una población venida del interior, no es más que el proceso de conformación de un pueblo joven en el Perú. Esta novela fue presentada en el auditorio de Comisiones Obreras, el 10 de setiembre de 2009

### Poesía
- Adjunto al trabajo narrativo, Jorge Varas escribe poesía. 
- En 1996 publicó el poema "Imagine América" en un libro de Antología titulado "Chasing de Wind", editado por la National Library of Poetry (EE. UU.)
- En 2003 Participó en la Antología Poética “50 Voces” editado por el Semanario “Granada Costa”, con sede en Granada. Algunos poemas suyos son: “Amor Eterno”, “Orbitante del Parnaso”, “Vuelve César Vallejo”, “Serás feliz para siempre”, “Antonio Machado: Poeta caminante”, “Chicama: Valle de Oro”. Y a la fecha, mantiene inéditos otros poemas en espera de su publicación.

## Artículos
- Ha publicado artículos de interés general en la sección cultural del Semanario “Granada Costa”, en la revista "Alquitrabe" de la Asociación de Poetas y Escritores de Catalunya (APEC), en "KARISMA" revista de la Asociación de Poetas y Escritores Iberoamericanos y en ALGARROBO revista de la Asociación Cultural Iberoamericana Scorza.

## Colaboraciones
- Jorge Varas participó en la Asociación Nacional de Escritores y Artistas (ANEA - Perú) fue miembro dirigente de la “Asociación Cultural Scorza” (Barcelona) y actualmente participa en la Red Mundial de Escritores.